# Copadichromis borleyi
Copadichromis borleyi è una specie di pesci della famiglia dei ciclidi; è endemica del Lago Malawi, in Africa Orientale. Questa specie è popolare in acquariofilia. Pertanto è anche nota con diversi nomi comuni, tra cui redfin hap e goldfin hap.

## Descrizione
C. borleyi è un ciclide di dimensioni relativamente piccole: i maschi raggiungono 13–16 cm di lunghezza totale, mentre le femmine sono tipicamente un po' più piccole, raggiungendo di solito i 13 cm. Oltre a queste differenze minori nella dimensione, la specie manifesta un marcato dimorfismo sessuale: i maschi hanno pinne ventrali più larghe, punteggiate di macchie a forma di uova, che variano verso il blu chiaro man mano che si avvicinano alle pinne dorsale e ventrali, insieme a una colorazione blu metallica della testa, e fianchi dal giallo al rosso. Al contrario, le femmine variano dall'argentato al marrone, e presentano tre macchie nere sui fianchi. Gli esemplari giovani sono monomorfici e presentano la colorazione delle femmine adulte. Alcune varianti intraspecie sono state rilevate rispetto alla colorazione, geograficamente ristrette a specifiche località del Lago Malawi.

## Distribuzione e habitat
C. borleyi è largamente diffuso nel Lake Malawi, lungo le coste del Malawi, del Mozambico e della Tanzania. La specie è diffusa in zone litorali con grandi rocce e massi. L'acqua in cui ritroviamo queste specie è normalmente calda (24 – 29 °C), salata, e alcalina, tipico della chimica delle acque del Lago Malawi.

## Dieta
Questa specie si nutre principalmente di zooplancton, per mezzo di un movimento di suzione specializzato realizzato con la bocca, in grado di protendersi notevolmente verso l'esterno.

## Tassonomia
La specie è stata descritta nel 1960 da Thomas Derrick Iles come Haplochromis borleyi, e fu successivamente spostata al genere Copadichromis da David Eccles e Ethelwynn Trewavas. La specie è anche nota con il sinonimo di Cyrtocara borleyi, ed è occasionalmente commercializzata col nome di Haplochromis granderus.

## Riproduzione

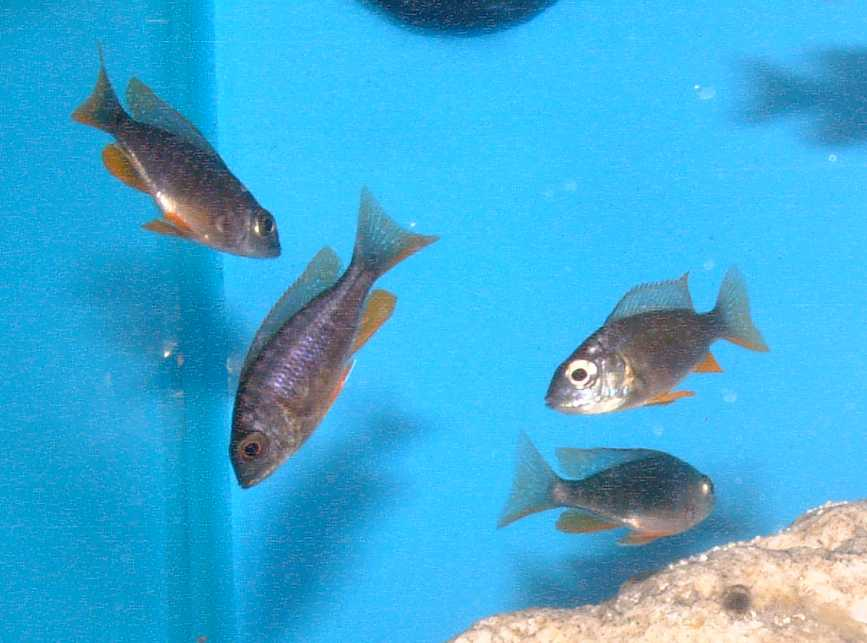
giovani in cattività

C. borleyi è una specie poligama, di ciclidi incubatori orali materni. I maschi frequentemente reclamano per sé aree adiacenti o al di sopra di massi larghi sommersi, e si riproducono sulla superficie orizzontale superiore del masso. Alcune varianti locali sono state notate costruire pergolati di sabbia sulla cima delle rocce, all'interno dei quali avvengono produzione delle uova e corteggiamento. Questa specie non ha una stagione riproduttiva definita, ma la riproduzione può avvenire durante tutto il corso dell'anno.